# Refuge de Platé
Das Refuge de Platé ist eine Schutzhütte des Club Alpin Français in Frankreich. Sie wird im Sommer bewartet und befindet sich auf der "Tour des Fiz" im Département Savoie in der Region Auvergne-Rhône-Alpes. Von der Schutzhütte kann man den Mont Blanc sehen.

## Zugang
Zugang von Passy (Praz Coutant) oder Plaine Joux (Les Ayères)